# Reinhard von Scheffer-Boyadel

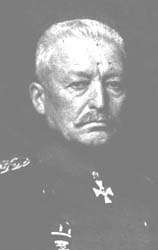
Tướng R. von Scheffer-Boyadel

Reinhard Gottlob Georg Heinrich Freiherr von Scheffer-Boyadel (28 tháng 3 năm 1851 tại Hanau – 8 tháng 11 năm 1925 tại Boyadel) là một sĩ quan quân đội Phổ-Đức, đã từng tham chiến trong cuộc Chiến tranh Pháp-Đức (1870 – 1871) và được phong quân hàm Thợng tướng Bộ binh vào năm 1908. Trong cộc Chến tranh thế giới thứ nhất (1914 – 1918), ông đã thể hiện tài năng của mình và được tặng thưởng Huân chương Quân công cao quý nhất của Phổ.

## Tiểu sử
Reinhard sinh vào tháng 3 năm 1851, là con trai của Eduard Scheffer (1818 – 1899), Tư vấn Hành pháp của Tuyển hầu quốc Hessen và sau đó là của Vương quốc Phổ. Vào năm 1870, ông nhập ngũ quân đội Phổ với tư cách là lính tính nguyện (Freiwilliger) trong Trung đoàn Bộ binh số 83 "von Wittich" (số 3 Tuyển hầu quốc Hessen) và tham gia cuộc Chiến tranh Pháp-Đức (1870 – 1871). Vào ngày 12 tháng 2 năm 1871, khi mà cuộc chiến tranh đã đến hồi chấm dứt, ông được phong quân hàm Thiếu úy. Sau đó, vào tháng 4 năm 1874, ông bắt đầu tham dự Học viện Quân sự và trong thời gian học tập tại đây, ông được thăng cấp hàm Trung úy vào ngày 12 tháng 12 năm 1879. Sau khi học ở Học viện Quân sự, ông được lên cấp hàm Đại úy vào ngày 13 tháng 11 năm 1883. 7 năm sau, ông cùng với vợ mình (mất năm 1904), con gái của nhà đại tư bản công nghiệp Carl Adolf Riebeck, đã được phong làm quý tộc Pổ. 4 năm sau, ông được phong hàm Thượng tá vào năm 1894, rồi được lãnh chức Tham mưu trưởng của Quân đoàn Vệ binh vào ngày 3 tháng 5 năm 1896. Sau khi được lên quân hàm Đại tá vào ngày 22 tháng 3 năm 1897, ông được nhậm chức Trung đoàn trưởng của Trung đoàn Phóng lựu Cận vệ số 1 Hoàng đế Alexander vào ngày 25 tháng 3 năm 1899. Với cấp bậc Thiếu tướng, ông được giao nhiệm vụ chỉ huy Lữ đoàn Bộ binh Cận vệ số 3 và vào năm 1903, ông gia nhập Bộ Tổng tham mưu với chức vụ Chủ nhiệm Tổng cục Hậu cần. Vào ngày 19 tháng 10 năm 1904, ông được thăng cấp hàm Trung tướng.
Vào năm 1906, tướng Scheffer được Đức hoàng Wilhelm II phong hàm Nam tước (Freiherr), với hậu tố Boyadel trong tên gọi của ông.
Cùng năm đó, ông được ủy nhiệm làm Sư đoàn trưởng Sư đoàn Cận vệ số 2 ở Berlin vào ngày 22 tháng 2. Hai năm sau (1908), ông được phong cấp hàm Thượng tướng Bộ binh và lãnh chức Tướng tư lệnh của Quân đoàn XI tại Kassel. Về sau, Scheffer-Boyadel đệ đơn xin từ chức và vào ngày 31 tháng 12 năm 1913, ông được xuất ngũ (zur Disposition) đồng thời nhận danh hiệu à la suite của Trung đoàn Phóng lựu Cận vệ số 1 Hoàng đế Alexander.
Khi cuộc Chiến tranh thế giới thứ nhất bùng nổ, Scheffer được triệu hồi và nhậm chức Tướng tư lệnh của Quân đoàn XXV vào ngày 25 tháng 8 năm 1914. Ông đã trở nên nổi tiếng khi phục vụ trong biên chế của Tập đoàn quân số 9 mới được thành lập dưới sự chỉ huy của tướng August von Mackensen. Trong trận chiến Łódź vào tháng 11 năm 1914, mặc dù thời tiết khắc nghiệt đẩy cuộc tiến công của quân đội Đức và tình hình bất lợi, Scheffer chỉ huy một cụm quân bao (gồm Quân đoàn XXV của mình, cùng với Sư đoàn Cận vệ số 3 do tướng Karl Litzmann chỉ huy, Bộ Chỉ huy Tối cao Kỵ binh 1 (HKK 1) do tướng Manfred Freiherr von Richthofen chỉ huy và phần còn lại Lữ đoàn Bộ binh số 72) thọc sâu vào cánh quân Nga ở phía đông và tiến đến tận Rzgow. Mặc dù đòn tấn công này đe dọa quân Nga từ bên hông và phía sau, chính người Đức đã lâm vào tình thế khó khăn. Viện binh Nga đã kéo đến và vào ngày 22 tháng 11, các lực lượng của Scheffer dưới sự yểm trợ của pháo binh sư đoàn và quân đoàn đã bị cắt đứt và hợp vây cách chiến tuyến của Nga 14 km về phía sau bởi 2 vạn quân Nga. Trước tình hình đó, tướng von Scheffer-Boyade quyết định tấn công quân Nga về phía đông ở thành phố Brzeziny thay vì phá vây về phía tây. Từ ngày 22 cho đến ngày 25 tháng 11, quân của ông liên tục giao chiến với các lực lượng Nga truy kích từ ba mũi, đồng thời cố gắng chọc một lỗ thủng vào các lực lượng khác của Nga cản đường ông. Trong khi đó, Tham mưu tưởng quân đội Nga Nikolai N. Yanushkevich lạc quan đến mức mà ông ta ra lệnh cho các xe vận tải trống rỗng chuẩn bị vận chuyển tù binh Đức. Nhưng ông ta đã nhầm. Bất chấp thời tiết lạnh âm 20 °C, vào ngày 24 tháng 11 năm 1914, Scheffer đánh tan tác Sư đoàn số 6 Xibia và buộc họ phải rút lui, sau đó Quân đoàn XXV di chuyển lên hướng bắc rồi sau đó là về hướng tây theo một đội hình vuông dày đặc. Quân đoàn XXV cuối cùng đã hội quân với Tập đoàn quân số 9 vào ngày hôm sau (25 tháng 11), sau khi chỉ chịu thiệt hại 4.300 người, nhưng cứu vãn được 2.000 thương binh của mình và bắt được 16.000 tù binh cùng với 64 khẩu pháo của Nga. Họ đã tiêu diệt tất cả mọi đơn vị Nga ngăn cản đường rút của họ. Đây được xem là một trong những một trong những chiến công hiển hách nhất của cuộc Chiến tranh thế giới thứ nhất.
Nhờ thành tích này, ông đã được trao tặng Huân chương Quân công vào ngày 2 tháng 12 năm 1914. Vào ngày 3 tháng 9 năm 1916, ông được lãnh chức chức Tướng tư lệnh của Quân đoàn XVII, tiếp theo đó ông trở thành Tư lệnh Tối cao Phân bộ quân Scheffer vào ngày 4 tháng 10 năm đó. Ngày 17 tháng 9 năm 1917, ông được ủy nhiệm làm chỉ huy Bộ Tổng tư lệnh Lực lượng Đặc biệt 67 (Generalkommando 67) được hình thành từ Phân bộ quân Scheffer. Vào ngày 17 tháng 12 năm 1918, ông giải ngũ.
Là chủ nhân của Lâu đài Brandenstein gần Schlüchtern-Elm, Hessen, Scheffer đã tân trang lại lâu đài này trước khi bán nó cho Gustav von Brandenstein vào năm 1895. Vào năm 1905, ông mua điền trang Boyadel tại Hạ Schlesien vốn đã thuộc về gia đình von Kollwitz 325 năm trước đó. Ông từ trần tại đền trang này vào cuối năm 1925.

## Phong tặng
- Huân chương Đại bàng Đen kèm theo Dây chuyền [2]
- Huân chương Vương miện hạng II đính kèm Ngôi sao [2]
- Huân chương Thập tự Sắt (1870) hạng II [2]
- Huân chương Thập tự Sắt (1914) hạng I [2]
- Thập tự Danh dự hạng I Huân chương Vương tộc Hohenzollern [2]
- Đại Thập tự của Huân chương Albrecht Gấu [2]
- Đại Thập tự của Huân chương Zähringer Löwen [2]
- Đại Chỉ huy Huân chương Chiến công của Bayern [2]
- Đại Thập tự của Huân chương Quân công Philipp Cao thượng [2]
- Thập tự Danh dự Reuß hạng I [2]
- Đại Thập tự của Huân chương Gia tộc Chim ưng Trắng [2]
- Đại Thập tự của Huân chương Gia tộc Công quốc Sachsen-Ernestine [2]
- Huân chương Gia tộc Lippe hạng I [2]
- Huân chương Chến công hạng III của Waldeck[2]
- Đại Thập tự của Huân chương Chúa Cứu thế [2]
- Đại Chỉ huy Huân chương Vương miện ở Ý [2]
- Huân chương Vương miện Sắt hạng I [2]
- Huân chương Thánh Anna hạng II đính kèm Kim cương của Nga [2]
- Chỉ huy hạng II Huân chương Thanh kiếm [2]
- Huân chương Mecidiye hạng II [2]